# Музей на филистимската култура
Музеят на филистимската култура (на иврит: המוזיאון לתרבות הפלשתים ע"ש קורין ממן) е археологически музей в Ашдод, Израел. В него се представя и изследва културата на филистимския народ, обитавал града и района от XII до VIII век пр.н.е. Това е единственият музей в света, посветен на филистимската култура, както и първият музей, който отваря врати в Ашдод през 1990 г.
Музеят е разположен на три етажа. На първия е изложена експозицията на филистимската култура. Вторият етаж е за временни изложби с различна тематика. На третия етаж е разположена изложба на филистимската кухня.